# Кардозо, Абрахам Мигель
Абрахам Мигель Кардозо (Abraham Miguel Cardozo, ивр. אברהם מיכאל קארדוזו‎, так же קרדוזו и קארדושו)
(c 1627—1706) — саббатианский пророк, вместе с Натаном из Газы один из главных теоретиков саббатианства. Родился в семье марранов, в города Селорику-де-Башту (совр. Португалия), изучал медицину в одном из испанских университетов. Его брат Исаак Кардозо стал знаменитым врачом и издал ряд произведений защищавших иудаизм. В 1648 направился в Венецию к брату, где вернулся в иудаизм, приняв имя Авраам. По рекомендации отправился к бею Триполи и приобрёл известность как врач. В Египте стал изучать каббалу; среди своих учителей он называет Шмуэля Виталя и Хаима Коэна из Алеппо (Гальперин подвергает сомнению данную информацию).
Когда начался подъём саббатианского движения, у него открылись пророческие видения, и он стал рассылать воззвания, в которых признавал Шабтая Цви мессией. Отправил несколько писем Шабтаю Цви и Натану из Газы. Когда Шабтай Цви принял ислам, Кардозо продолжал быть ему верен. Он считал, что это действие было необходимо пророку, чтобы справиться с грехами всего Израиля, однако был крайне против того, чтобы другие евреи переходили в ислам.

## Теология
Кардозо в некоторые периоды своей жизни именовал себя также «Машиах бен-Эфраим», считая, что он имеет право называть себя Машиахом, так как учит об истинном понимании Бога. Скорее всего, к концу жизни он разочаровался в Шабтае Цви как в мессии. Так или иначе, определённая часть его теологических работ не упоминает Шабтая Цви вовсе и отводит мессии незначительную роль в процессе спасения.
Описание теологии Кардозо представляет определённые проблемы, поскольку в своих сочинениях Кардозо представляет различные теории о Божестве. Кроме этого, большинство сочинений Кардозо находятся в виде рукописей и плохо известны исследователям.
Однако для подавляющего большинства его работ свойственно противопоставление Эйн-Софа и Бога Израиля, которое, однако, толкуется Кардозо очень разными способами. Гершом Шолем считал, что Кардозо свойственен "обратный гнозис": почитание демиурга — "Бога Израиля" и пренебрежение Эйн-Софом. Позднее этот тезис неоднократно подвергался критике, и сейчас большинством исследователей считается устаревшим. Нисим Йоша, например, считает, что Кардозо говорит об "онтическом единстве" и "эпистемологическом противопоставлении" Бога Израиля и Эйн-Софа.
Кардозо довольно часто противопоставляет Бога Израиля и Эйн-Соф и говорит об их отношениях как о воплощении последнего в первого. Неоднократно он поднимает вопрос о том, что Эйн-Соф имеет возможность воплотиться не в Бога Израиля (см. Тикун Эльон ве-Амок); о том, что Бог Израиля получает свою силу лишь через раскрытие света Эйн-Софа. Подобное раскрытие света Эйн-Софа возможно лишь через брак и сексуальное единение Бога Израиля и Шехины (там же; Зе Эли ве-Анвеху).
В поздних сочинениях Кардозо на основании некоторых отрывков из книги Зогар развивает учение о серии Причин (Иллот), посредников между Богом Израиля и Эйн-Софом.
По мнению Кардозо, отступничество связано с миссией Шабтая, а другие саббатианцы не должны вслед за ним принимать ислам. Тем самым он выступал против турецкой школы дёнме.

## Странствия
У Кардозо появилось много сторонников и учеников, а также много врагов. Туринский раввин Исаак Лумброско смог добиться его изгнания из Триполи. Кардозо стал странствовать от места к месту, пытаясь воодушевить людей своими пророчествами, но раввины были крайне подозрительны к нему, и он не имел особого успеха. В 1696-97 годах Кардозо поселился в Адрианополе (Эдирне), где имел серьёзный конфликт с бывшим личным секретарём Шабтая Цви - Самуилом Примо. Последний был тогда одним из главных раввинов Эдирне. В своём "автобиографическом письме", которое он писал одному из своих почитателей, Кардозо изложил суть конфликта:

<...>Вы говорите, что слышали от посланника, связанного с одним раби [Самуилом Примо], будто он одержим некоторыми «необычайными доктринами относительно Тайны Божества», которые были ему переданы. Эти «необычайные доктрины» есть не что иное, как то, о чём говорил ангел пророку Даниилу, рассказывая ему о царе Константине Великом, который принял веру в то, что Иисус был одновременно человеком и Богом, и придерживался доктрины Троицы. Этот царь, по словам ангела, должен был «говорить необычайные доктрины о Боге богов» [Дан. 11:36]. «Бог богов» есть Святой Благословенный; «над» Ним [то есть сверх Его] есть Первопричина; и христиане превратили Первопричину в Троицу.
Человек, которого я разумею [т.е. Примо], и которого лучше не называть, верит [в доктрину схожую с христианством]: что Святой Благословенный удалился обратно с Свой Источник, и Мессия [Шабтай Цви], таким образом, стал полностью божественным. Эта зараза распространилась среди большого числа наиболее выдающихся раввинов нашего времени: в Салониках, в Стамбуле, в Адрианополе. Эти проклятые души, вроде раби, который возглавляет их, не принимают в расчет того, что Таннаим и Амораим говорили в Талмуде. Зогар они отвергают, называя его туманным и сложным. Мы знаем это как факт: ясный, определённый, не вызывающий сомнений.
Мы навели справки относительно источника, из которого наши нынешние раввины, слышавшие слова Шабтая Цви, могли извлечь эту необычайную ересь. И от раби Езры Халеви – человека, называемого Пиетист ["Pietist"] (Набожный? - моё прим.), находящегося ныне в Иерусалиме, занятого усердным изучением наших трактатов – мы получили следующий ответ:

«Если Шабтай Цви сказал нам один раз», сказал [раби Езра Халеви], «это значит он сказал нам сто раз» – «нам», то есть мне и всем присутствующим при нём раввинам – «если он сказал нам один раз, это значит он сказал нам сто раз, что ему суждено быть управляющим нижних и верхних миров, вознесенным выше, чем Метатрон. И из этих слов они заключили, что он будет возвышен до уровня Божества».

(Это не удивительно, так как раби Натан из Газы писал об этом эффекте в некоторых своих трактатах, один из которых мы сейчас имеем на руках, и те раввины, которые полагают [Натана] «пророком по соглашению», опираются на его слова).

«Но лично я», добавлял раби Езра, «не понял его так, будто он сказал нам, что собирается стать Богом. Я понял его в том смысле, что когда еврейский народ возвысится до ангельского состояния, он будет верховным [ангелом] над всем творением, в согласии с интерпретацией наших мудрецов [пророчества Исайи, которое начинается словами:] «Вот, преуспевать будет раб Мой» [Ис. 52:13].

И вот ещё. Я был в Эдирне, когда до меня дошёл слух, что Шабтай Цви умер в Алькуме. Я пошёл к великому ученому, высокочтимому раби Якову Ашкенази, и сказал ему: «Шабтай Цви мертв. Что Ваша Милость скажет на это?» И он ответил: «Если Шабтай Цви мертв, тогда тебе было бы лучше найти другого Бога».
Также раби Езра свидетельствует, что он постоянно слышал, как Шабтай Цви заявлял по-поводу Бога, что «Святой Благословенный, Творец мира, есть Вторая Причина, заключенная внутри сфиры Тиферет».
Когда мне стало это известно, упомянутый выше раби [Самуил Примо] сжег мой трактат «Рассвет Авраама». И я начал страшную борьбу с ним. Я сказал ему, в присутствии всей еврейской общины [Эдирне], что он обманщик и соблазнитель еврейского народа. Той же ночью, с согласия раввинов и официальных лиц тринадцати собраний, он велел провозгласить по всему городу, чтобы никто не входил в мой дом и не обучался у меня Торе.
На следующее утро меня посетили официальные лица, утверждая, что они на самом деле не хотели выпускать это воззвание. «Вы сторонники и фанатичные приверженцы», говорил я им, «человека, который отрицает Тору! Я могу дать Вам обещание, что доставлю, в течение двух недель, твердые доказательства из Стамбула, что он [Примо] верит в божественность Мессии. Но меня, верующего в Бога и в Моисея, Его служителя, вы отвергли! Поэтому: От Господа Саваофа, Бога моей веры! все Ваши дома и синагоги будут объяты пламенем».
В течение нескольких дней, оставшихся до моего отъезда из Эдирне, я публично объявил скорую гибель им всем. В то время, как я загружал семь моих повозок для поездки в Родосто, передо мной появился раби Мордехай Герон, один из городских магнатов. Говоря от имени многих лиц, членов собраний, он просил меня не уезжать из города. Он сказал, что мне компенсируют все убытки. Но нет: «Разве я не поклялся», сказал я ему, «что все ваши дома и ваши синагоги сгорят? Как я могу оставаться в этом городе?»...
У Вас может вызвать удивление: Что могло заставить того раби жечь мои трактаты, соблазнять людей Адрианополя к зловерию, выпускать воззвание, запрещающее кому-либо приходить ко мне в дом и обучаться у меня Торе? Ответ в том, что он, ради ревности о божественном статусе своего повелителя [Шабтая Цви], чувствовал себя обязанным уничтожать любое сочинение, которое противоречило его вере.

В 1703 ему удалось найти в Каире должность лекаря при паше Египта.
Во время странствий его постоянно изгоняли из еврейских общин по обвинениям в антиномизме (отрицании обязательности Закона). Его также не приняли общины Иерусалима, Цфата, Яффы.
Несмотря на разногласия по поводу интерпретации каббалы, он пользовался большим авторитетом среди саббатианцев, он вёл активную переписку и у него были последователи в Марокко, Англии, Польше (Иехошуа Хешл Цореф, 1633—1700) и в Израиле. Труды Кардозо запрещали печатать и сжигали.
Идеи Кардозо развивали Нехемия бен Моше Хайон, Йонатан Эйбещюц и другие саббатианцы.
В 1706 он был убит племянником в споре из-за денег. В последней книге Нисима Йоша "Captivated by Messianic Agonies" несколько раз неправильно указывается дата 1703. Из колофонов к рукописи Jerusalem, Shoken Foundation Ms. No. 17725, написанной в 1705 году явно следует, что Кардозо к тому времени был ещё жив.

## Сочинения
Большинство сочинений Авраама Кардозо дошли до нас в качестве рукописей. В настоящий момент опубликованы (полностью или частично): 
- Zeh Eli we Anwehu;
- Четыре "автобиографических" письма (часто включают обширные теологические выкладки)
- Письма на испанском к брату Исааку Кардозо
- Письмо к Аврааму Баруху Наркису
- Письмо к Яхини
- Письмо к судьям города Измир
- Письмо к М. Рофе
- Igeret Hitgalut (Письмо об откровении)
- Письмо к ученикам в Константинополь
- Ani ha-Mecunneh
- Derush ha-Kinuim
- Derush ha-Ketav
- Derush `al Tish`a be-Av
- Derush Qodesh Israel la-Shem
- Derush Trein Meshiḥin
- Derush ha-Sheḥinah
- Yaḥul le-haRamaaq
- `al ha-Hamarah
- `al ziyuf ha-Emunah

Неопубликованные сочинения Кардозо (следует учитывать, что некоторые сочинения имеют несколько редакций в разных рукописях):  
- Boḳer Avraham (Рассвет Авраама) — каббалистическое сочинение
- Drush Boḳer de-Avraham — краткое каббалистическое сочинение (следует отличать от предыдущего)
- Iggeret илиHa-Ketav (Писание).
- Ḥokmato Shel Avraham Avinu
- Sefer ha-Ma’or
- Wikkuaḥ Kellali
- Sullam Ya’aḳob
- Elohe Avi
- Derush Shema Ḳaddishah
- Derush Ṭov Adonai la-Kol
- Derush Amen
- Derush Ereẓ Yisrael
- Derush Sod Ḥai 'Alamin
- Derush ha-Ketab
- Derush Solet Neḳiyyah
- Derush Raza de-Razin
- Derush ha-`Iqqarim
- Derush ha-`Illot
- Tiqun
- Tiqun `Elyon we-`Amoq (следует отличать от предыдущего)

и многие другие.
Утерянные или ненайденные сочинения:
- Derush Or Ẓaḥ we-Meẓuḳḳaḳ
- Ḥerev Pifiyyot
- Derush ha-Ziwwugim